# Częstotliwość

Trzy punkty, emitujące błyski z różną częstotliwością w hercach [Hz], która oznacza liczbę błysków w czasie jednej sekundy. jest okresem, czyli czasem trwania jednej sekwencji. oraz są wzajemnie odwrotne.

Zmiana przebiegu czasowego drgań odpowiadająca wzrostowi częstotliwości

Częstotliwość, częstość – wielkość fizyczna określająca liczbę cykli zjawiska okresowego występujących w jednostce czasu. W układzie SI jednostką częstotliwości jest herc [Hz]. Częstotliwość 1 herca odpowiada występowaniu jednego zdarzenia (cyklu) w ciągu 1 sekundy. Najczęściej rozważa się częstotliwość w ruchu obrotowym, częstotliwość drgań, napięcia, fali.
W fizyce częstotliwość oznacza się literą {\displaystyle f} (od łac. frequentia) lub grecką literą ν (ni). Z definicji wynika wzór:
{\displaystyle f={\frac {n}{t}},}
gdzie:
{\displaystyle f} – częstotliwość,
{\displaystyle n} – liczba drgań,
{\displaystyle t} – czas, w którym te drgania następują.
Z innymi wielkościami wiążą ją następujące zależności:
{\displaystyle f={\frac {1}{T}},}
gdzie:
{\displaystyle T} – okres,
{\displaystyle f={\frac {\omega }{2\pi }},}
gdzie: {\displaystyle \omega } – pulsacja (częstość kołowa). Odpowiada ona prędkości kątowej w ruchu po okręgu.

## Częstotliwość a energia fotonu
Z falą elektromagnetyczną o danej częstotliwości wiąże się rodzaj cząstki elementarnej, zwanej fotonem, niosącej najmniejszy, niepodzielny kwant energii tej fali. Prowadzi to do zależności:
{\displaystyle E=h\nu ,}
gdzie:
{\displaystyle h} – stała Plancka,
{\displaystyle E} – energia kwantu,
{\displaystyle \nu } – częstotliwość fali.